# Gustavo Oberman
Gustavo Andrés Oberman (Quilmes, 25 marzo 1985) è un ex calciatore argentino, di ruolo centrocampista.

## Biografia
È figlio dell'ex calciatore Enrique Pablo Oberman.

## Palmarès

### Club

#### Competizioni nazionali
- Campionato rumeno: 1

CFR Cluj: 2007-2008
- Coppa di Romania: 1

CFR Cluj: 2007-2008
- Campionato argentino: 1

Argentinos Juniors: Clausura 2010

### Nazionale
- Campionato mondiale Under-20: 1

Paesi Bassi 2005